# 伊夫琳·德莱西
伊夫琳·德莱西（英語：Evelyn de Lacy，1917年11月21日—2004年6月27日），澳大利亚女子游泳运动员，主攻自由泳。她曾代表澳大利亚参加1938年大英帝国运动会游泳比赛，获得一枚金牌、一枚银牌和一枚铜牌。